# RuPaul's Drag Race (settima edizione)
La settima edizione di RuPaul's Drag Race è andata in onda negli Stati Uniti a partire dal 2 marzo 2015 sulla rete televisiva LogoTv. In Italia l'edizione è stata trasmessa tramite la piattaforma streaming Netflix. In questa edizione, come nelle due precedenti, hanno partecipato quattordici concorrenti. La colonna sonora utilizzata durante la sfida principale è stata Sissy That Walk, come nella sesta edizione, mentre per i titoli di coda Fly Tonight, entrambe tratte dall'album Born Naked di RuPaul.
A partire da questa edizione Ross Matthews e Carson Kressley sono entrati a far parte dei giudici fissi del programma, al posto di Santino Rice che lasciò il programma prendere parte a un'edizione All Stars di Project Runway e per seguire ulteriori progetti. Matthews e Kressley si sono alternati nelle singole puntate.
Violet Chachki, vincitrice dell'edizione, ha guadagnato come premio 100000 $, una fornitura di cosmetici della Anastasia Beverly Hills cosmetics e una corona di Fierce Drag Jewels. Katya ha vinto il titolo di Miss Simpatia.
Katya e Ginger Minj prenderanno parte alla seconda edizione di RuPaul's Drag Race All Stars, Kennedy Davenport e Trixie Mattel alla terza, Jasmine Masters alla quarta,, mentre Ginger Minj prenderà nuovamente parte alla sesta edizione e Mrs. Kasha Davis parteciperà all'ottava. Kandy Ho prenderà parte alla seconda edizione della versione cilena del programma chiamata The Switch Drag Race. Kennedy Davenport parteciperà nuovamente alla seconda edizione di Canada's Drag Race: Canada vs the World.

## Concorrenti
Le quattordici concorrenti che hanno preso parte al reality show sono state:
| Concorrente          | Vero nome            | Età | Città                    | Posizionamento |
| -------------------- | -------------------- | --- | ------------------------ | -------------- |
| Violet Chachki       | Paul Jason Dardo     | 22  | Atlanta – Georgia        | Vincitrice     |
| Ginger Minj          | Joshua Eads-Brown    | 29  | Orlando – Florida        | Finaliste      |
| Pearl                | Matthew James Lent   | 23  | Brooklyn – New York      | Finaliste      |
| Kennedy Davenport    | Reuben Asberry Jr.   | 33  | Dallas – Texas           | 4º posto       |
| Katya                | Brian McCook         | 32  | Boston – Massachusetts   | 5º posto       |
| Trixie Mattel        | Brian Firkus         | 24  | Milwaukee – Wisconsin    | 6º posto       |
| Miss Fame            | Kurtis Dam-Mikkelsen | 28  | New York – New York      | 7º posto       |
| Jaidynn Diore Fierce | Christopher Williams | 25  | Nashville – Tennessee    | 8º posto       |
| Max                  | Max Malanaphy        | 22  | Hudson – Wisconsin       | 9º posto       |
| Kandy Ho             | Frank Diaz           | 28  | Cayey – Porto Rico       | 10º posto      |
| Mrs. Kasha Davis     | Edward Popil         | 43  | Rochester – New York     | 11º posto      |
| Jasmine Masters      | Martell Robinson     | 37  | Los Angeles – California | 12º posto      |
| Sasha Belle          | Jared Breakenridge   | 28  | Iowa City – Iowa         | 13º posto      |
| Tempest DuJour       | Patrick Holt         | 46  | Tucson – Arizona         | 14º posto      |

## Tabella eliminazioni
| Ordine | Episodi | Episodi | Episodi | Episodi | Episodi | Episodi | Episodi | Episodi | Episodi | Episodi | Episodi | Episodi | Episodi        |
| Ordine | 1       | 2       | 3       | 4       | 5       | 6       | 7       | 8       | 9       | 10      | 11      | 12      | 14             |
| ------ | ------- | ------- | ------- | ------- | ------- | ------- | ------- | ------- | ------- | ------- | ------- | ------- | -------------- |
| 1      | Violet  | Ginger  | Max     | Kennedy | Max     | Katya   | Kennedy | Pearl   | Ginger  | Katya   | Violet  | Ginger  | Violet Chachki |
| 2      | Fame    | Kasha   | Jaidynn | Jaidynn | Pearl   | Ginger  | Ginger  | Trixie  | Katya   | Violet  | Ginger  | Pearl   | Ginger Minj    |
| 3      | Kennedy | Violet  | Trixie  | Katya   | Kennedy | Kennedy | Katya   | Katya   | Kennedy | Pearl   | Pearl   | Violet  | Pearl          |
| 4      | Jaidynn | Max     | Kasha   | Fame    | Jaidynn | Max     | Violet  | Violet  | Trixie  | Kennedy | Kennedy | Kennedy |                |
| 5      | Pearl   | Kandy   | Fame    | Ginger  | Katya   | Pearl   | Pearl   | Kennedy | Violet  | Ginger  | Katya   |         |                |
| 6      | Trixie  | Jasmine | Ginger  | Violet  | Ginger  | Violet  | Fame    | Fame    | Pearl   | Trixie  |         |         |                |
| 7      | Ginger  | Trixie  | Katya   | Max     | Fame    | Fame    | Jaidynn | Ginger  | Fame    |         |         |         |                |
| 8      | Kasha   | Kennedy | Kandy   | Kasha   | Violet  | Jaidynn | Max     | Jaidynn |         |         |         |         |                |
| 9      | Katya   | Pearl   | Violet  | Kandy   | Kandy   | Kandy   |         | Max     |         |         |         |         |                |
| 10     | Max     | Jaidynn | Pearl   | Pearl   | Kasha   |         |         | Kandy   |         |         |         |         |                |
| 11     | Sasha   | Fame    | Kennedy | Trixie  |         |         |         | Kasha   |         |         |         |         |                |
| 12     | Jasmine | Katya   | Jasmine |         |         |         |         | Jasmine |         |         |         |         |                |
| 13     | Kandy   | Sasha   |         |         |         |         |         | Sasha   |         |         |         |         |                |
| 14     | Tempest |         |         |         |         |         |         | Tempest |         |         |         |         |                |

Legenda:
     La concorrente ha vinto la gara
     La concorrente è arrivata in finale, ma è stato eliminata
     La concorrente ha vinto la puntata
     La concorrente figura tra le prime ma non ha vinto la puntata
     La concorrente è salva ed accede alla puntata successiva (l'ordine di chiamata è casuale)
     La concorrente figura tra le ultime ma non ed è a rischio eliminazione
     La concorrente figura tra le ultimi 2 ed è a rischio eliminazione
     La concorrente è stato eliminata
     La concorrente ha vinto la puntata ed è stata riammessa nella competizione
     La concorrente è tornata con la possibilità di ritornare nella competizione ma è stata nuovamente eliminata

## Giudici
- RuPaul
- Michelle Visage
- Ross Matthews
- Carson Kressley

### Giudici ospiti
- Kathy Griffin
- Olivia Newton-John
- Jordin Sparks
- Kat Dennings
- Mel B
- Lucian Piane
- Jessica Alba
- Isaac Mizrahi
- Merle Ginsberg
- Ariana Grande

- Tamar Braxton
- Michael Urie
- LeAnn Rimes
- Nelsan Ellis
- Demi Lovato
- John Waters
- Alyssa Milano
- Rachael Harris
- Santino Rice
- Rebecca Romijn

## Special Guest
- Alaska Thunderfuck 5000
- Mathu Andersen
- Magnus Hastings
- Jamal Sims
- Bianca Del Rio

- Latrice Royale
- Kym Johnson
- Alyssa Edwards
- Candis Cayne

## Riassunto episodi

### Episodio 1 -Born Naked
Il giudice ospite della puntata è Kathy Griffin.
- La mini sfida: La puntata si apre con l'ingresso di tutti i concorrenti partendo con Miss Fame e finendo con Tempest DuJour. RuPaul incontra i concorrenti e spiega che per la loro prima mini sfida i concorrenti dovranno sfilare in una sfilata con due look diversi (un look primaverile ed un look invernale).
- La sfida principale: Per la sfida principale, i concorrenti devono creare un look glamour, però durante la sfilata dovranno toglierselo e rimanere nude. Kandy Ho e Tempest DuJour sono le peggiori della puntata, mentre Violet Chacki è la migliore della puntata.
- L'eliminazione: Kandy Ho e Tempest DuJour vengono chiamate ad esibirsi con la canzone Geronimo di RuPaul. Kandy Ho si salva mentre Tempest DuJour viene eliminata dalla competizione.

### Episodio 2 -Glamazonian Airways
I giudici ospiti della puntata sono Olivia Newton-John e Jordin Sparks. Il tema per la sfilata è Stile da Jet Set, dove i concorrenti devono presentarsi con un look per andare in aereo.
- La mini sfida: Per la mini sida, i concorrenti devono mettersi in posa e uscire bene mentre i membri della pit-crew usano un ventilatore per impedirlo. I vincitori della mini sfida sono Ginger Minj e Trixie Mattel.
- La sfida principale: Per la sfida principale, i concorrenti si dividono in due squadre e devono fare un lip-sync di un pre-volo aereo. La squadra di Ginger è formata da: Ginger, Sasha, Jasmine, Mrs. Kasha, Jaidynn, Kennedy e Kandy; invece, la squadra di Trixie è formata da: Trixie, Pearl, Miss Fame, Katya, Max e Violet. Katya e Sasha Belle sono le peggiori della puntata, mentre Ginger Minj è la migliore della puntata.
- L'eliminazione: Katya e Sasha Belle vengono chiamate ad esibirsi con la canzone Twist of Fate di Olivia Newton-John. Katya si salva mentre Sasha Belle viene eliminata dalla competizione.

### Episodio 3 -ShakesQueer
I giudici ospiti della puntata sono Kat Dennings e Mel B. Il tema per la sfilata è Donna Barbuta, Sempre Piaciuta, dove i concorrenti devono presentarsi con un look con la barba.
- La mini sfida: Per la mini sfida, i concorrenti si truccano e si vestono come signore anziane, e devono ballare. I vincitori della mini sfida sono Max e Kennedy.
- La sfida principale: Per la sfida principale, i concorrenti si dividono in due squadrem dove devono recitare in due reintepretazioni di due grandi capolavori di Shakespeare, MacBeth e Romeo e Giulietta, chiami per l'occasione, MacBitch e Romy and Juliet. Max è il capitano della squadra Romy and Juliet che è composta da: Max, Ginger, Trixie, Mrs. Kasha, Jaidynn e Miss Fame; invece, Kennedy è il capitano della squadra MacBitch che è composta da: Kennedy, Jasmine, Katya, Pearl, Kandy e Violet. Kennedy Davenport e Jasmine Masters sono le peggiori della puntata, mentre Max è la migliore della puntata.
- L'eliminazione: Kennedy Davenport e Jasmine Masters vengono chiamate ad esibirsi con la canzone I Was Gonna Cancel di Kylie Minogue. Kennedy Davenport si salva mentre Jasmine Masters viene eliminata dalla competizione.

### Episodio 4 -Spoof! (There It Is)
I giudici ospiti della puntata sono Lucian Piane e Jessica Alba. Il tema per la sfilata è il colore verde.
- La sfida principale: Per la sfida principale, i concorrenti dovranno fare delle parodie su delle canzoni di RuPaul, Dance With U (parodia interpretata da Trixie, Pearl, Miss Fame e Katya), Let The Music Play (parodia interpretata da Ginger, Kennedy, Kandy e Mrs. Kasha) e Sissy That Walk (parodia interpretata da Max, Jaidynn e Violet). Dance With U diventa Tan With U (Abbronzarsi con te), Let The Music Play diventa I Got Paid (Sono Stato Pagato) ed, infine, Sissy That Walk diventa Get Ready To Clock (Preparati alla tua ora). Pearl e Trixie Mattel sono le peggiori della puntata, mentre Kennedy è la migliore della puntata.
- L'eliminazione: Pearl e Trixie Mattel vengono chiamate ad esibirsi con la canzone Dreaming dei Blondie. Pearl si salva mentre Trixie Mattel viene eliminata dalla competizione.

### Episodio 5 -The DESPY Awards
Il giudice ospite della puntata è Isaac Mizrahi.
- La mini sfida: Per la mini sfida, i concorrenti devono creare dei look ispirati dai vestiti utilizzati da dei VIP sul Red Carpet utilizzando solo della carta, vengono divisi in coppie che sono: Ginger - Kandy con Lil' Kim, Jaidynn - Kennedy con Lady Gaga, Pearl - Max con Cher, Mrs. Kasha - Katya con Björk e Violet - Miss Fame con Jennifer Lopez. I vincitori della mini sfida sono Mrs. Kasha e Katya.
- La sfida principale: Per la sfida principale i concorrenti, divisi nelle stesse coppie della mini sfida, dovranno presentare delle categorie alla prima edizione dei DESPY Awards, e dovranno recitare se vinceranno un premio. Jaidynn e Kennedy presenteranno la categoria "La Drag Queen Più Sexy", Pearl e Max presenteranno la categoria "La Più Sfatta Delle Queens", Ginger e Kandy presenteranno la categoria "La Queen Più Cattiva", Violet e Miss Fame presenteranno la categoria "La Queen Più In Carne" ed, infine, Mrs. Kasha e Katya saranno le co-conduttrici dei DESPY Awards. Le nominate per "La Drag Queen Più Sexy" sono: Kandy Ho, Miss Fame e Max, è la vincitrice è Miss Fame; le nominate per "La Più Sfatta Delle Queens" sono: Jaidynn, Ginger Minj, Katya e Mrs. Kasha, è la vincitrice è Jaidynn; le nominate per "La Queen Più Cattiva" sono: Ginger Minj, Kennedy Davenport e Violet Chacki. è la vincitrice è Violet; ed, infine, le nominate per "La Queen Più In Carne" sono: Katya, Jaidynn e Pearl, è la vincitrice è Katya. Kandy Ho e Mrs. Kasha Davis sono le peggiori della puntata, mentre Max e Pearl sono le migliori della puntata.
- L'eliminazione: Kandy Ho e Mrs. Kasha Davis vengono chiamate ad esibirsi con la canzone Lovergirl di Teena Marie. Kandy Ho si salva mentre Mrs. Kasha Davis viene eliminata dalla competizione.

### Episodio 6 -Ru Hollywood Stories
I giudici ospiti della puntata sono Merle Ginsberg (giudice della 1ª e 2ª edizione) e Ariana Grande. Il tema per la sfilata è La morte ti fa bella, dove i concorrenti dovranno sfilare con un look che rappresenterà come i concorrenti pensano di morire.
- La mini sfida: Per la mini sfida, i concorrenti devono cercare di trovare nei membri della pit-crew dei punti ma evitando di prendere il mostricciatolo. Il vincitore della mini sfida è Ginger Minj.
- La sfida principale: Per la sfida principale, i concorrenti dovranno recitare in gruppi da tre nella storia "Che fine ha fatto Merle Ginsberg?" sotto i tre punti di vista di Merle, Michelle Visage e RuPaul, e dovranno interpretare quest'ultimi. Visto che Ginger ha vinto la mini sfida, sceglierà i gruppi ed anche il punto di vista; il suo gruppo è formato da: Ginger, Kennedy e Katya (dal punto di vista di Merle), Max, Violet e Kandy (dal punto di vista di Michelle), ed, infine, Miss Fame, Jaidynn e Pearl (dal punto di vista di RuPaul). Katya, Max e Miss Fame interpretano Merle; Ginger, Violet e Pearl interpretano Michelle; ed, infine, Kennedy, Kandy e Jaidynn interpretano RuPaul. Jaidynn Diore Fierce e Kandy Ho sono le peggiori della puntata, mentre Katya è la migliore della puntata.
- L'eliminazione: Jaidynn Diore Fierce e Kandy Ho vengono chiamate ad esibirsi con la canzone Break Free di Ariana Grande. Jaidynn Diore Fierce si salva mentre Kandy Ho viene eliminata dalla competizione.

### Episodio 7 -Snatch Game
Giudici ospiti della puntata sono Tamar Braxton e Michael Urie. Il tema per la sfilata è Pelle e Pizzo, dove i concorrenti dovranno sfilare con un look interamente di pelle e di pizzo.
- La sfida principale: Per la sfida principale, i concorrenti dovranno giocare al gioco più famoso del programma lo Snatch Game, gioco dove i concorrenti dovranno impersonare una celebrità. Per la prima volta nella storia dello show, Miss Fame e Violet volevano fare lo stesso personaggio, Donatella Versace, ma alla fine RuPaul ha fatto cambiare idea a Violet, che quest'ultima ha impersonato una queen della 5ª edizione, Alyssa Edwards; inoltre, per la prima volta nella storia dello show, un concorrente, Kennedy Davenport, ha impersonato una celebrità maschile, Little Richard.

| Concorrenti          | Celebrità impersonate |
| -------------------- | --------------------- |
| Ginger Minj          | Adele                 |
| Jaidynn Diore Fierce | Raven Symone          |
| Katya                | Suze Orman            |
| Kennedy Davenport    | Little Richard        |
| Max                  | Sharon Needles        |
| Miss Fame            | Donatella Versace     |
| Pearl                | Big Ange              |
| Violet Chachki       | Alyssa Edwards        |

Jaidynn Diore Fierce e Max sono le peggiori della puntata, mentre Kennedy Davenport e Ginger Minj sono le migliori.
- L'eliminazione: Jaidynn Diore Fierce e Max vengono chiamate ad esibirsi con la canzone No More Lies di Michel'le. Jaidynn Diore Fierce si salva mentre Max viene eliminata dalla competizione.

### Episodio 8 -Conjoined Queens
I giudici ospiti della puntata sono LeAnn Rimes e Nelsan Ellis.
- La mini sfida: Per la mini sfida, i concorrenti devono creare dei look da carcerate e con loro ci sarà una delle queen della 4ª stagione, Latrice Royale. Il vincitore della mini sfida è Kennedy Davenport.
- La sfida principale: Per la sfida principale torneranno a gareggiare gli ex-concorrenti, e l'eliminato che riuscirà vincere la sfida principale potrà tornare nella competizione, ma dovranno fare un look con le queen ancora in gioco e dovrà essere in stile "gemelle siamesi". Visto che Kennedy ha vinto la mini sfida, lui dovrà creare le coppie, che sono Kennedy - Jasmine, Ginger - Sasha, Pearl - Trixie, Miss Fame - Kandy, Katya - Mrs. Kasha, Violet - Max ed, infine, Jaidynn - Tempest. Ginger Minj e Jaidynn Diore Fierce sono le peggiori della puntata, mentre Pearl e Trixie sono le migliori della puntata, ciò significa che Trixie può tornare a far parte della competizione.
- L'eliminazione: Ginger Minj e Jaidynn Diore Fierce vengono chiamate ad esibirsi con la canzone I Think We're Alone Now di Tiffany. Ginger Minj si salva mentre Jaidynn Diore Fierce viene eliminata dalla competizione.

### Episodio 9 -Divine Inspiration
I giudici ospiti della puntata sono Demi Lovato e John Waters. Per la sfilata i concorrenti devono sfilare con i loro abiti più brutti.
- La mini sfida: Per la mini sfida, i concorrenti devono "leggersi" a vicenda, ovvero dire qualcosa di cattivo ad un'altra persona ma facendolo in modo scherzoso. Il vincitore della mini sfida è Trixie Mattel.
- La sfida principale: Per la sfida principale, i concorrenti dovranno fare dei cortometraggi musicali su i più spettacolari film di John Waters. I gruppi sono: Trixie e Ginger in Eggs; Kennedy e Katya in Cha Cha Heels; ed, infine, Miss Fame, Pearl e Violet in Poo. Pearl e Miss Fame sono le peggiori della puntata, mentre Ginger Minj è la migliore della puntata.
- L'eliminazione: Pearl e Miss Fame vengono chiamate ad esibirsi con la canzone Really Don't Care di Demi Lovato. Pearl si salva mentre Miss Fame viene eliminata dalla competizione.

### Episodio 10 -Prancing Queens
I giudici ospiti della puntata sono Alyssa Milano e Rachael Harris. Per la sfilata i concorrenti dovranno sfilare vestiti per metà da uomo e per l'altra metà da donna.
- La mini sfida: Per la mini sfida, i concorrenti dovranno usare dello scotch per farsi dei "ritocchi di chirurgia" e dovranno fare una piccola parte in "Fake Housewives of Drag Race". Il vincitore della mini sfida è Violet Chacki.
- La sfida principale: Per la sfida principale, i concorrenti dovranno fare dei balli in coppia. Le coppie, scelte da Violet, sono: Violet - Katya (balleranno il Tango Vogue), Kennedy - Pearl (balleranno il Charleston Twerk) ed, infine, Trixie - Ginger (balleranno il Country Robot). Ginger Minj e Trixie Mattel sono le peggiori della puntata, mentre Violet Chacki e Katya sono le migliori della puntata.
- L'eliminazione: Ginger Minj e Trixie Mattel vengono chiamate ad esibirsi con la canzone Show Me Love di Robin S. Ginger Minj si salva mentre Trixie Mattel viene nuovamente eliminata dalla competizione.

### Episodio 11 -Hello, Kitty Girls!
I giudici ospiti della puntata sono Santino Rice (giudice dalla 1ª edizione fino alla 6ª edizione) e Rebecca Romijn.
- La mini sfida: Per la mini sfida, i concorrenti devono pescare a sorte un pupazzo che rappresenti uno degli altri concorrenti, metterlo in drag e fare un siparietto imitando l'altro concorrente. Kennedy pesca Pearl, Violet pesca Katya, Ginger pesca Violet, Pearl pesca Kennedy ed, infine, Katya pesca Ginger. Il vincitore della mini sfida è Ginger Minj.
- La sfida principale: Per la sfida principale, i concorrenti dovranno creare un look ispirato ad Hello Kitty, e per crearlo dovranno usare solo dei gadget di Hello Kitty e inventare un'amica per Hello Kitty. Kennedy Davenport e Katya sono le peggiori della puntata, mentre Violet Chacki è la migliore della puntata.
- L'eliminazione: Kennedy Davenport e Katya vengono chiamate ad esibirsi con la canzone Roar di Katy Perry. Kennedy Davenport si salva mentre Katya viene eliminata dalla competizione.

### Episodio 12 -And The Rest Is Drag
In questo episodio, i concorrenti rimasti dovranno partecipare al video musicale della canzone di RuPaul Born Naked, tratta dall'album Born Naked, (e chi sarà eliminato non sarà incluso nel video musicale), poi Michelle Visage li avvisa che dovranno andare ad un pranzo con RuPaul per parlare del loro percorso nella vita e nella competizione ed, infine, li avvisa che dovranno recitare insieme a RuPaul in delle scene, che dovranno fare tre diversi personaggi a testa per promuovere l'ultimo album di RuPaul (Born Naked). Il lipsync finale è fatto con la canzone Born Naked, e viene eliminata Kennedy Davenport e alla finale vanno Ginger Minj, Pearl e Violet Chacki.

### Episodio 13 -Countdown to the Crown
In questo episodio RuPaul mostra immagini e contenuti inediti relativi alla stagione, e ci sono delle apparenze speciali, ovvero le queen delle stagioni passate, come Adore Delano, Alaska, Alyssa Edwards, Bianca Del Rio, Jinkx Monsoon, Jujubee, Latrice Royale, Raja, Raven e Sharon Needles. E viene mostrato in anteprima mondiale il video di Born Naked.

### Episodio 14 -Grand Finale
Nell'ultimo episodio le queen della stagione si riuniscono e discutono di loro durante la stagione. I finalisti fanno dei lipsync creati appositamente per loro, basandosi sui propri momenti salienti avvenuti durante il programma. Viene annunciata Miss Congeniality e viene incoronata la vincitrice della settima stagione. Il titolo di Miss Congeniality lo vince Katya, e la vincitrice della settima stagione è Violet Chachki.